# Campylopus chevalieri
Campylopus chevalieri är en bladmossart som beskrevs av Brotherus och Thériot 1912. Campylopus chevalieri ingår i släktet nervmossor, och familjen Dicranaceae. Inga underarter finns listade i Catalogue of Life.